# Schützingen

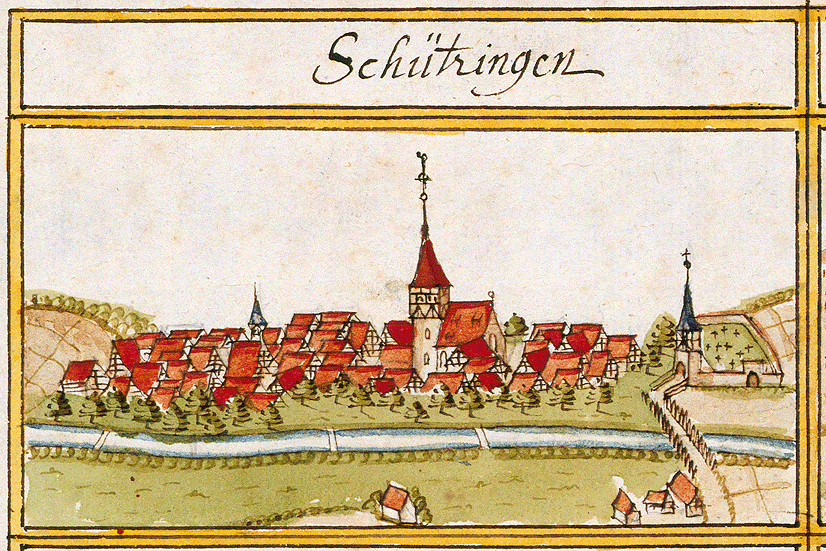
Schützingen im Forstlagerbuch 1684 von Andreas Kieser

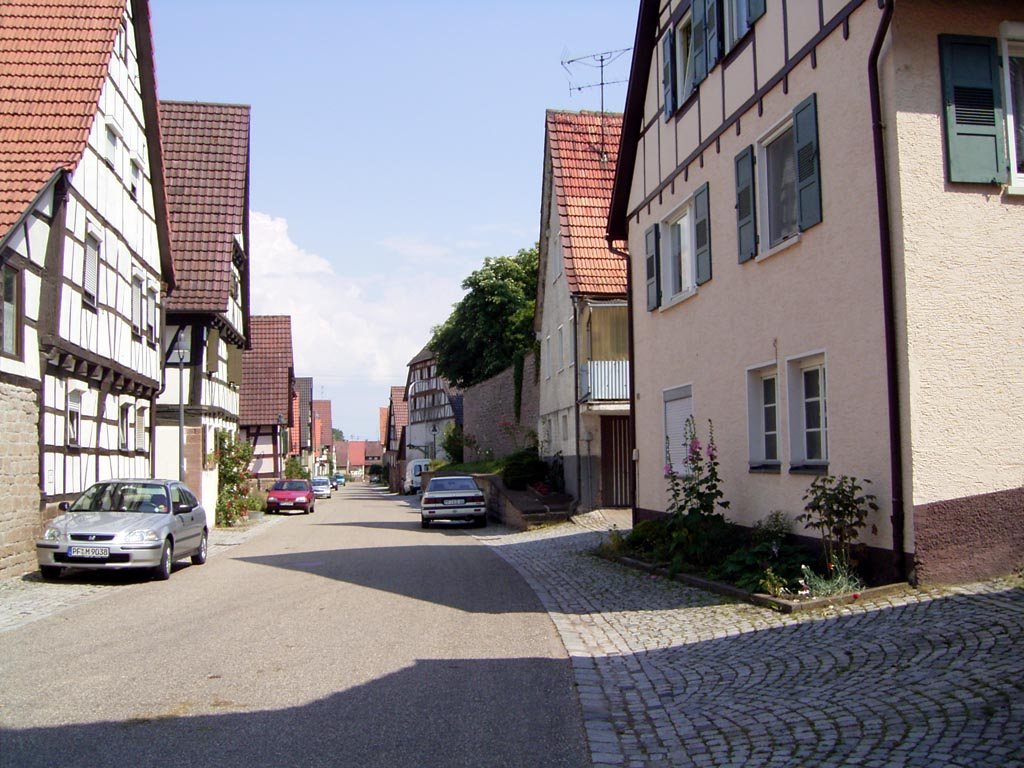
Hauptstraße von Schützingen

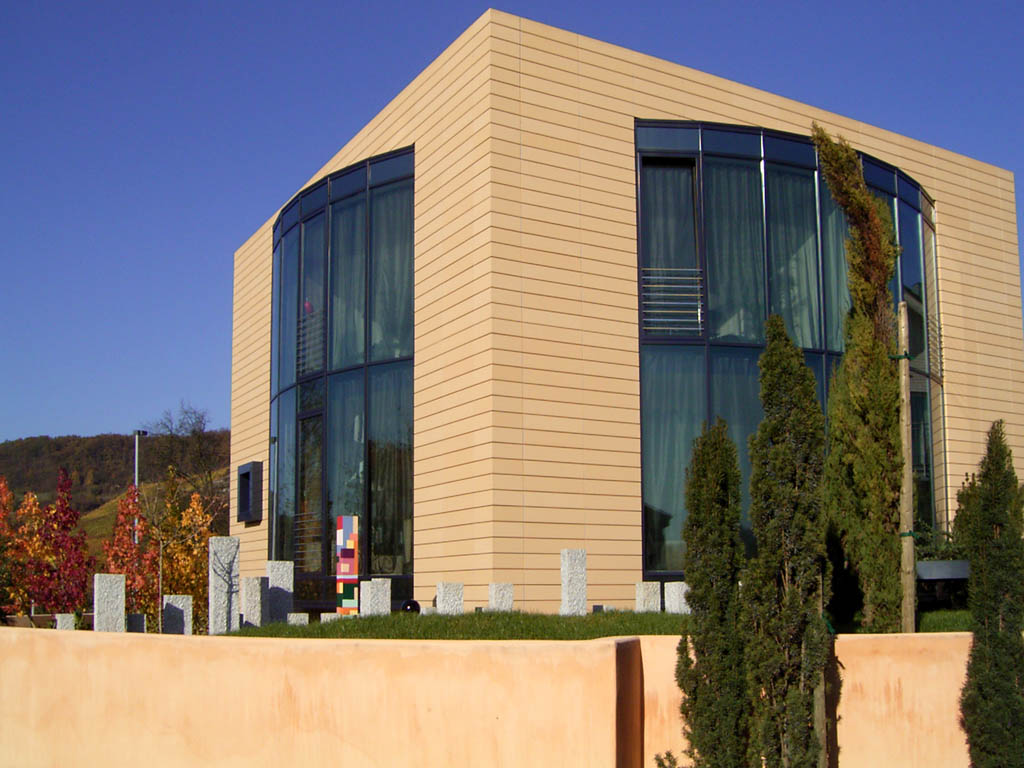
Modernes Wohnhaus in Schützingen

Schützingen ist ein Ortsteil der Gemeinde Illingen in Baden-Württemberg in Deutschland. Die Ortschaft war bis Ende 1973 eine eigenständige Gemeinde und hat heute etwa 950 Einwohner. Schützingen ist bekannt durch seine Weine und seinen historischen Ortskern.

## Geographie
Schützingen liegt im südlichen Stromberg im Tal der Metter, die von Diefenbach kommend in östlicher Richtung die Ortschaft durchfließt. Der historische Ortskern liegt südlich der Metter in einer Höhenlage von etwa 252 m ü. NN. Eine neuere Siedlungsfläche entstand am unteren Südhang des Gausberges mit einer Höhenlage bis 280 m ü. NN. Der Meisenbachhof ist eine weitere Wohnstätte im Nordwesten von Schützingen.
Nördlich von Schützingen erheben sich Gleichenberg (379,2 m), Endberg (363,7 m) und Gausberg (371,6 m), an deren Südhängen die Schützinger Weinberge liegen. Das sich im Nordosten anschließende Waldgebiet zwischen den genannten Bergen und Streichert gehört ebenfalls zur Gemarkung Schützingens. Im Süden der Ortschaft verläuft die Gemarkungsgrenze über den Höhenzug von Burgberg (394,5 m) zum Schreckstein. Die Gemarkung hat eine Größe von etwa 11,6 km².
Größtes Gewässer in Schützingen ist die 24 km lange Metter, die 4,1 km durch Schützingen fließt. Der Streitenbach, ein linker Nebenfluss der Metter, fließt im Nordosten der Gemarkung in südöstlicher Richtung und bildet im Unterlauf die Grenze zu Gündelbach.

## Geschichte
Reste von Wallanlagen deuten auf eine Besiedlung in der Hallstattzeit hin, ebenso sind Spuren aus römischer Zeit nachweisbar. Die Alemannen besiedelten im 3. Jahrhundert n. Chr. die Region. Die Bezeichnung Scuzingen stammt von ihnen. Die Franken führten um das Jahr 600 das Christentum ein. 1023 erfolgt die erste urkundliche Erwähnung des Ortes.
Der Dreißigjährige Krieg hatte das Dorf bis auf einen Einwohner entvölkert. Flüchtlinge aus dem Ländchen ob der Enns in Österreich besiedelten das Dorf wieder. Der Zweite Weltkrieg forderte 15 Todesopfer und verursachte erhebliche Gebäudeschäden. Die Nachkriegszeit brachte einen stetigen Wirtschaftsaufschwung und eine rege Bautätigkeit.
Am 1. Januar 1974 wurde Schützingen im Rahmen der Gebietsreform in Baden-Württemberg nach Illingen eingemeindet.

## Sehenswürdigkeiten
Die gotische evangelische Pfarrkirche St. Ulrich wurde 1023 erstmals erwähnt. Der Chor der ursprünglichen Wehrkirche stammt aus der Zeit vor 1300; seine Wände und Decken sind mit Malereien aus der Zeit um 1300 verziert. Der Ostturm über dem Chor ist ebenfalls frühgotisch. An der Westwand findet man Reste eines romanischen Portals, am Westeingang einen Renaissance-Torbogen. Die Kirche ist von einer hohen Mauer umfriedet.
Im Ortskern des alten Straßendorfes reihen sich in der Hauptstraße und der Illinger Straße kleine Hakenhöfe und beeindruckende Fachwerkhäuser aneinander. Das älteste, gegenüber der Kirche, stammt von 1558, die anderen aus dem 17. und 18. Jahrhundert.

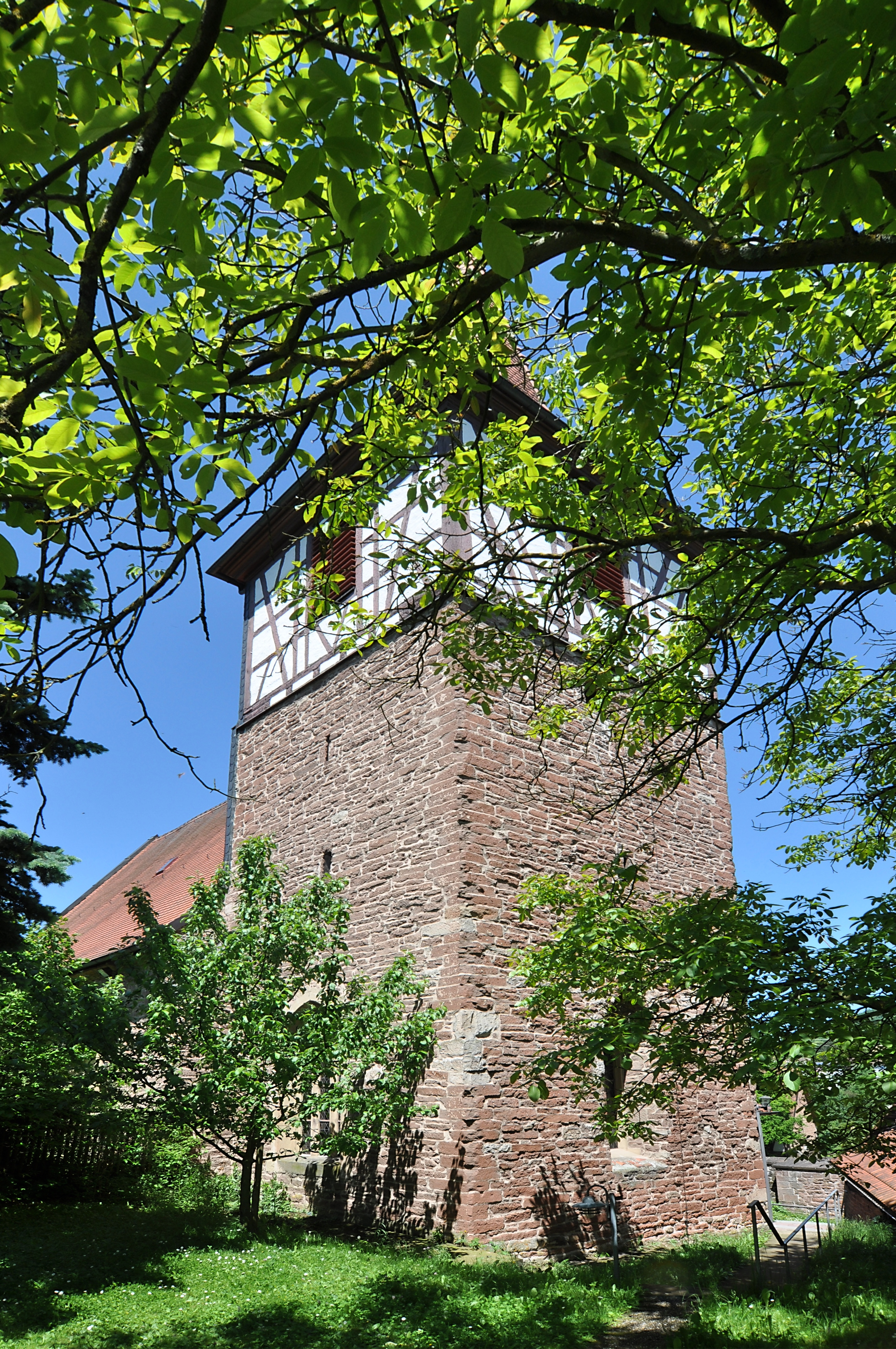
Pfarrkirche
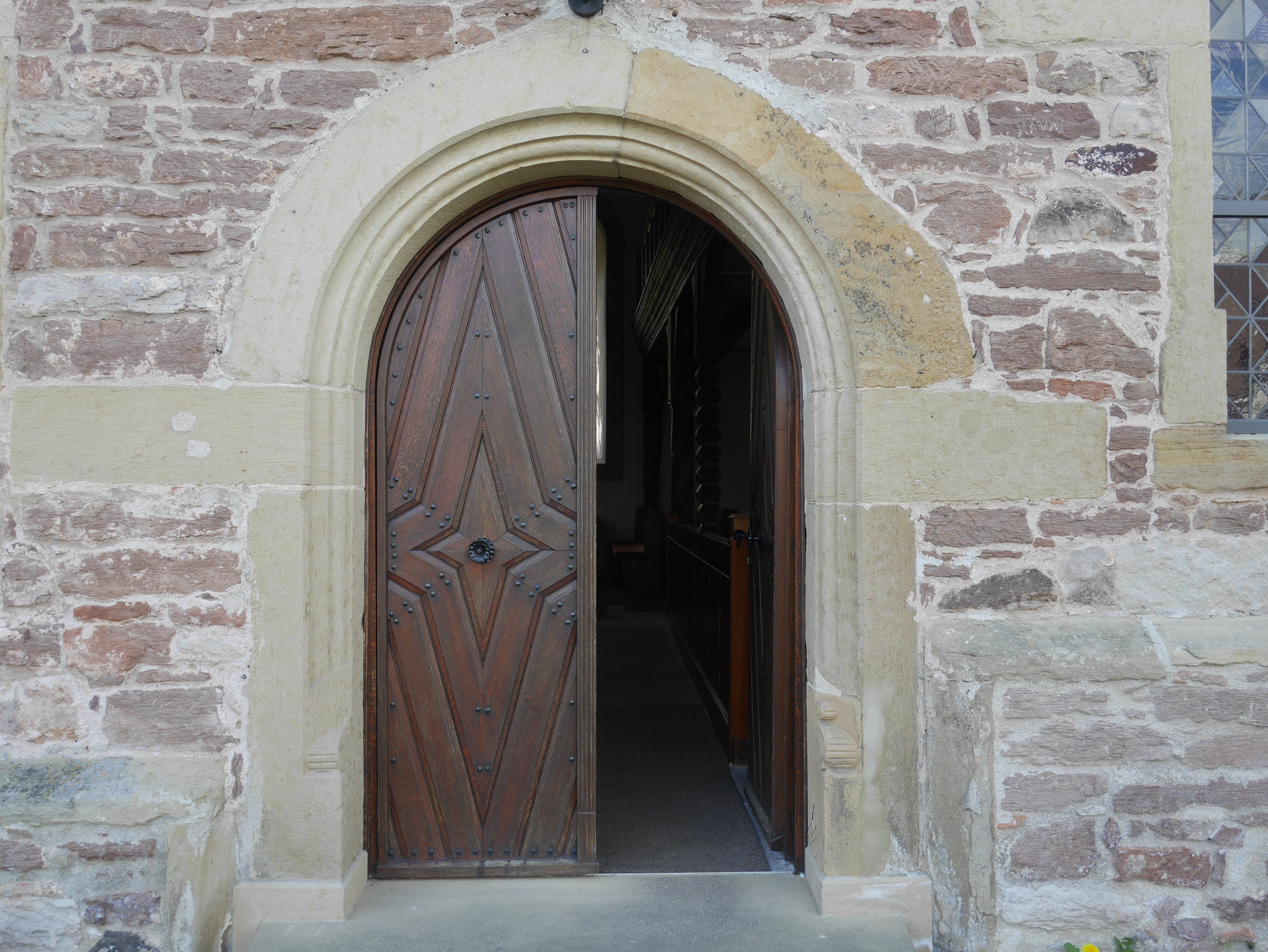
Renaissance-Kirchenportal
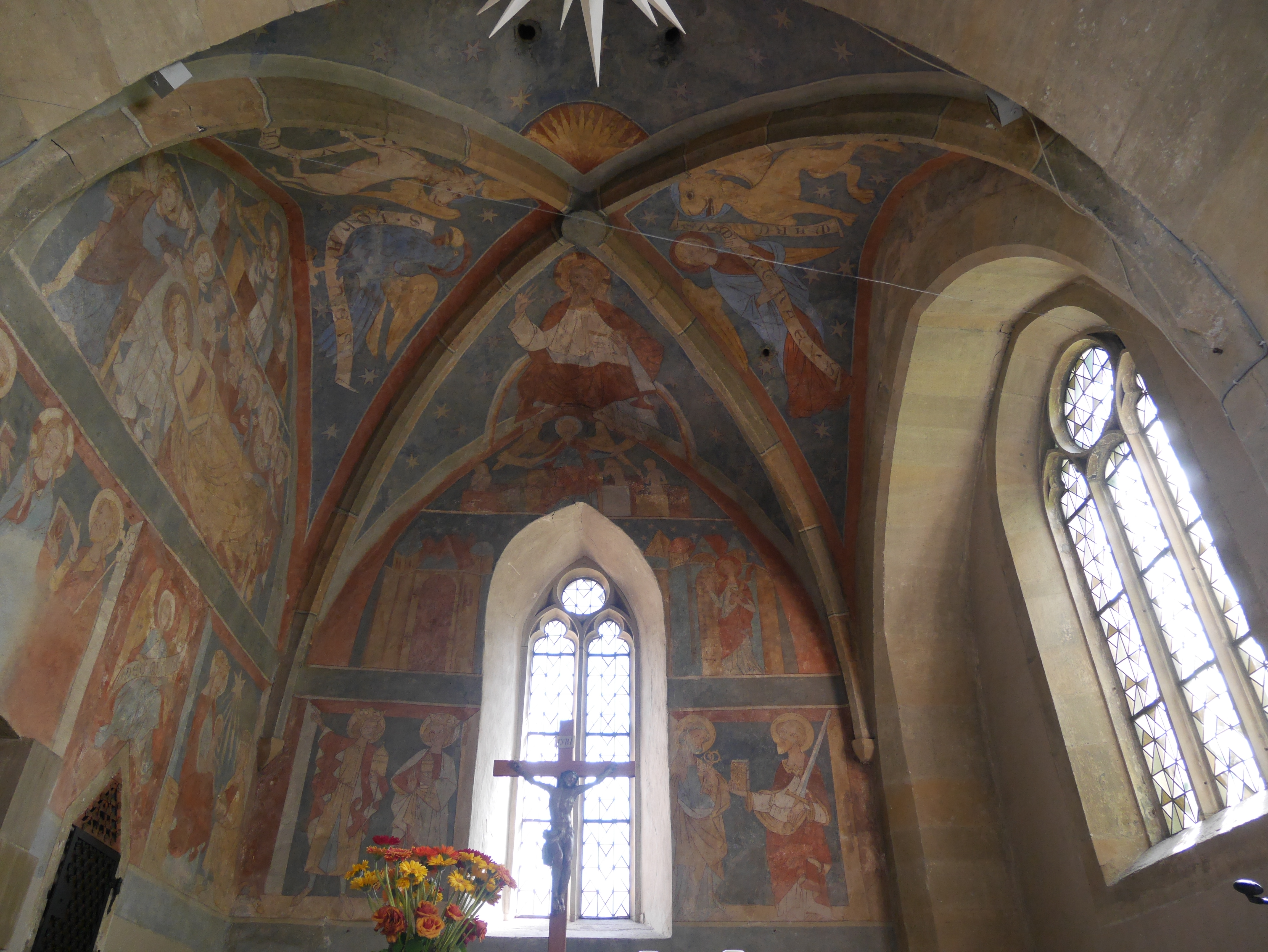
Kirche Chorturm Programm der Secco Malerei
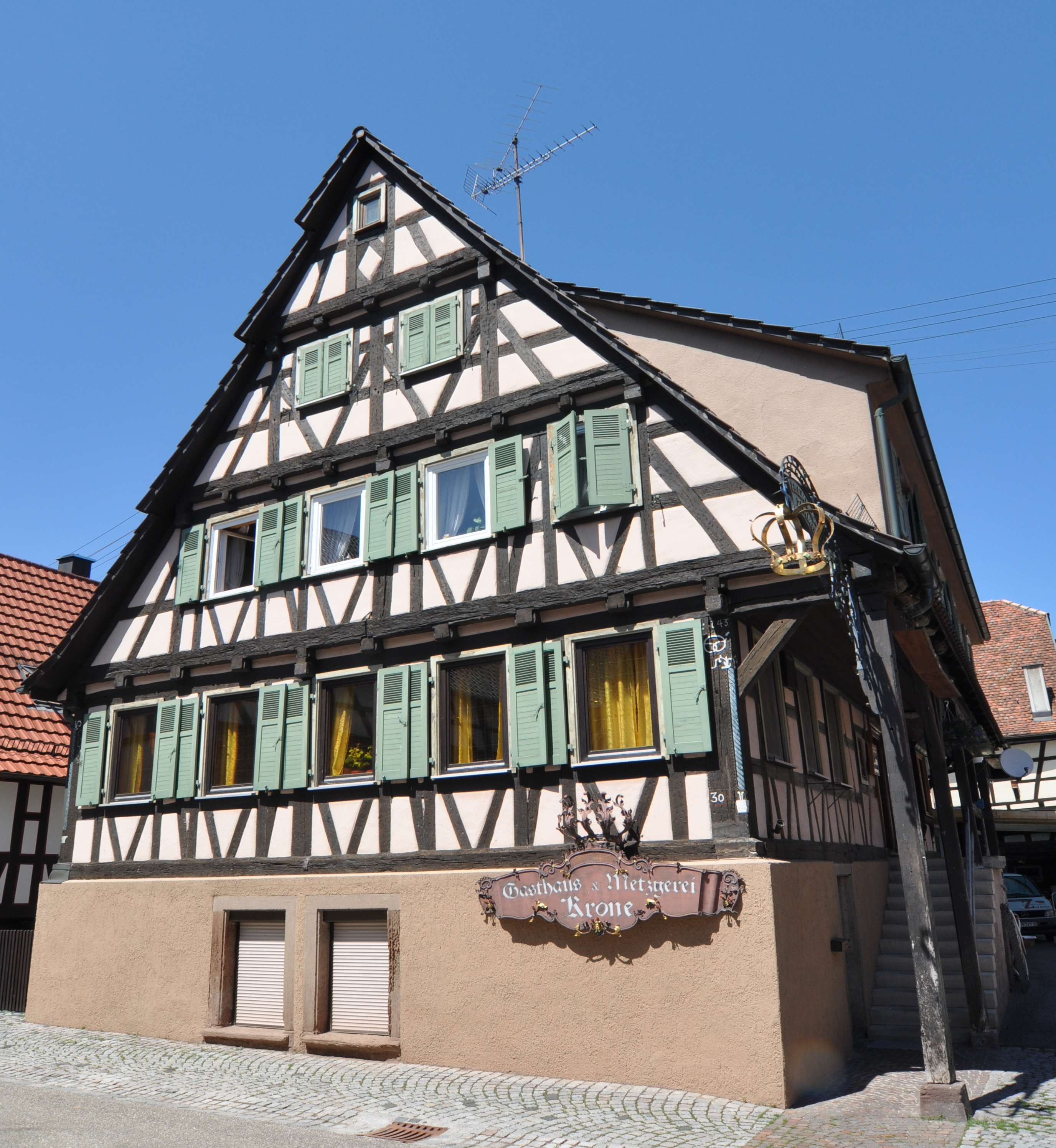
Gasthaus Krone
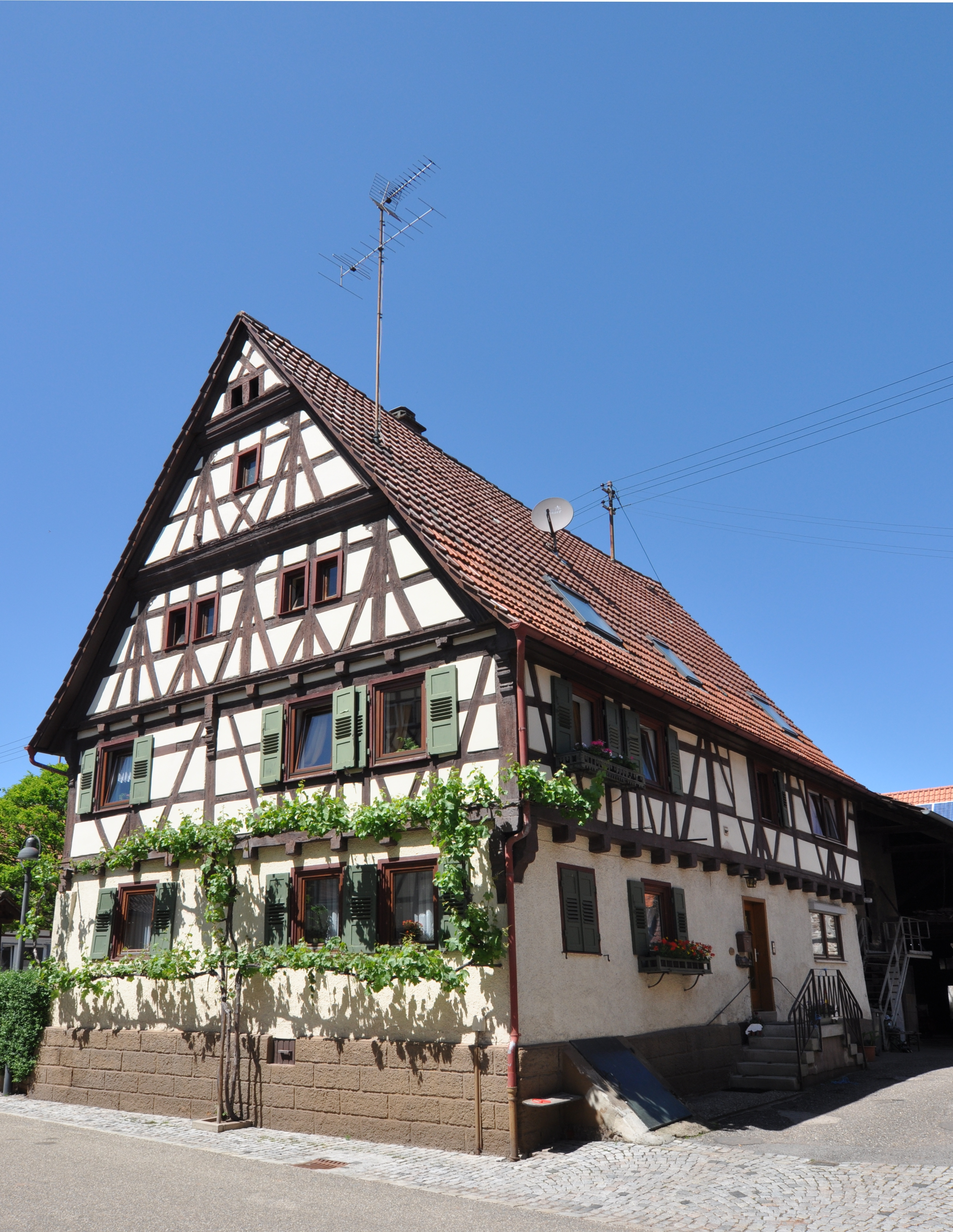
Fachwerkhaus in der Hauptstraße

## Öffentliche Einrichtungen
Im Ortsteil Schützingen ist ein Bürgerbüro mit der Bezeichnung „Bürgerbüro Schützingen“, das Aufgaben des Bürgermeisteramtes wahrnimmt, eingerichtet.